# John Dunlop Lumsden

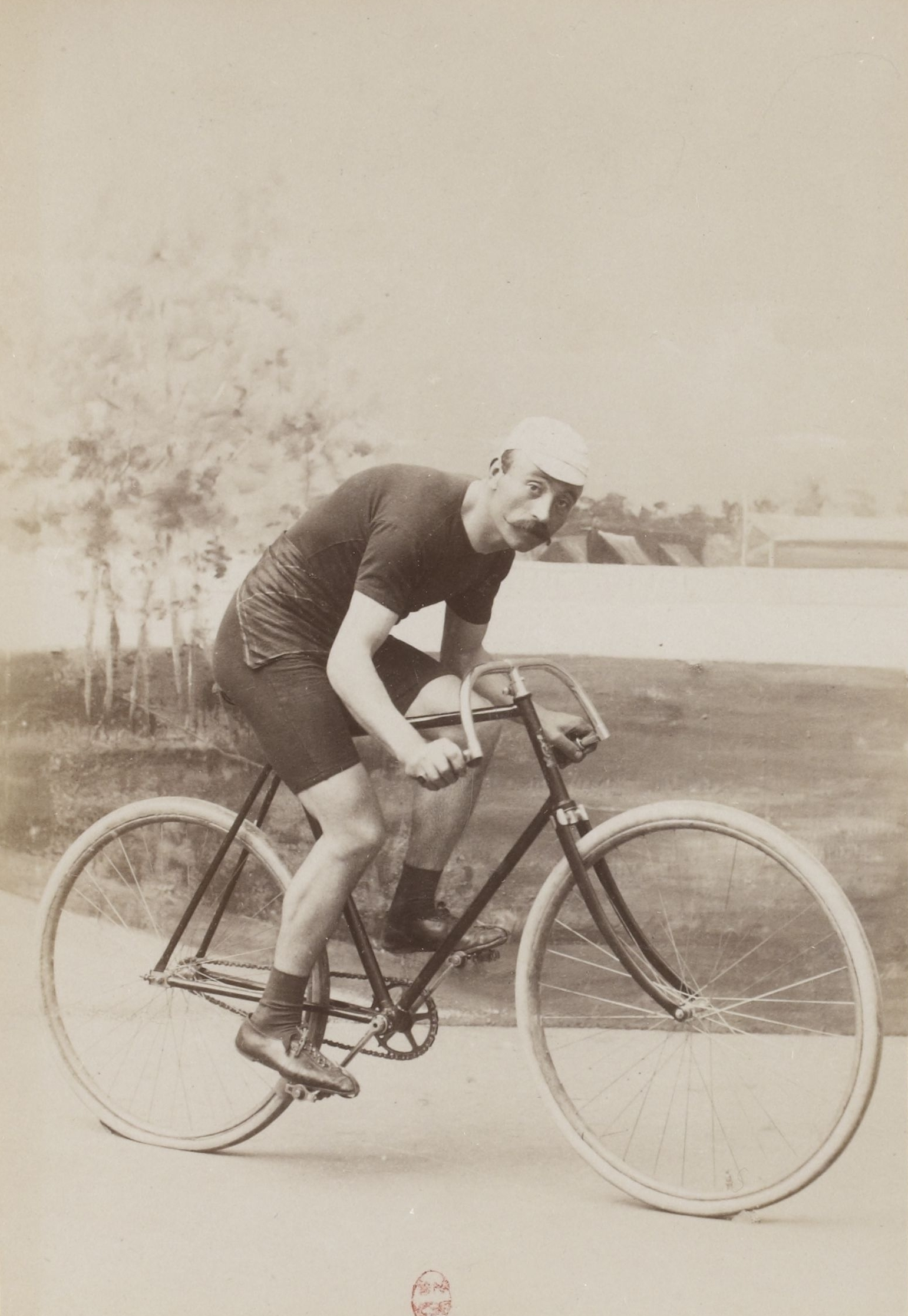
John Dunlop Lumsden (1898)

John Dunlop Lumsden (* 7. März 1860 in Pitsligo, Aberdeen; † unbekannt) war ein schottischer Radsportler.
John Dunlop Lumsden war schottischer Meister im Radsport. Zwischen 1887 und 1891 bestritt er mehrere Sechstagerennen, die zu diesem Zeitpunkt noch von einzelnen Fahrern und nicht von Zweier-Mannschaften bestritten wurden. 1887 sowie 1889 gewann er das Rennen in Edinburgh und 1893 in Glasgow; in Boston (1891) und Worcester, Massachusetts, belegte er jeweils Rang zwei. 1891 startete er beim Solo-Sechstagerennen in New York, seine dortige Platzierung ist nicht bekannt. Zudem wurde er 1894 Dritter der Distanzfahrt Bordeaux–Paris. Noch 1896 wurde über eine Teilnahme von Lumsden an dem New Yorker Sechstagerennen berichtet, bei dem er schwer stürzte und vorzeitig abreiste, nachdem er sich über eine ausbleibende Bezahlung beklagt hatte.
Über den weiteren Lebenslauf von Lumsden ist wenig bekannt. 1894 wurde er in einem Vaterschaftsprozess verklagt, dabei ging es um zwei 1887 und 1889 geborene Kinder von derselben Frau, die mit einem anderen Mann verheiratet war. In der Anklageschrift wurde er als Fahrradvertreter bezeichnet, als Wohnort Galashiels angegeben. 1922 wurde über das Vermögen von Lumsden, nun Möbelhändler von Beruf, die Zwangsverwaltung verhängt.